# That Forsyte Woman
That Forsyte Woman is een Amerikaanse film in Technicolor uit 1949 onder regie van Compton Bennett. De film is gebaseerd op de roman The Man of Property uit The Forsyte Saga uit 1906 van John Galsworthy. Destijds werd het in Nederland uitgebracht onder de titel De Forsyte Saga.

## Verhaal

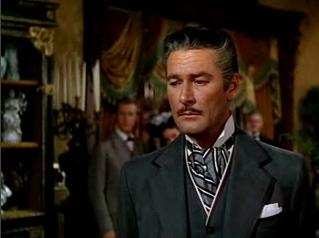
Soames Forsyte

De film speelt zich af in Londen in 1887. Irene Forsyte is de echtgenote van de rijke Soames Forsyte, een man van wie ze niet houdt. Ze is erg rebels tegen haar man en wordt verliefd op Philip Bosinney, de verloofde van Soames' nicht June. Ze staat aan zijn zijde als hij sterft op zijn ziekbed. June geeft haar de schuld van zijn overlijden. Haar vader Young Jolyon Forsyte vertelt zijn dochter over Irene, die zeven jaar eerder werd voorgesteld aan de verwaande familie.
De kijker ziet dan in een flashback hoe Irene wordt voorgesteld aan de familie. Op de avond van Young Jolyon Forsytes tachtigste verjaardag kondigt zijn neef Soames aan dat hij zal trouwen met Irene, een arme piano-onderwijzeres. Iedereen heeft onmiddellijk een hekel aan haar en kijkt op haar neer wegens haar afkomst. De enige met wie ze bevriend kan raken is artiest Jolyon, het zwarte schaap van de familie. Ze leeft erg met hem mee, omdat hij geen toestemming heeft zijn dochter te zien. Ondertussen realiseert ze zich dat haar verloving met Soames haar niet gelukkig maakt. Als ze de verloving wil verbreken, weigert Soames te luisteren en doet alsof er nooit iets is gebeurd. In plaats daarvan koopt hij een groot huis, waar ze zullen wonen.
Het duurt niet lang voordat Irene zich bij haar lot neerlegt en accepteert dat ze de rest van haar leven zal doorbrengen met Soames. Door de tijden heen begint de familie haar langzaam maar zeker te accepteren. Zo bouwt ze een vriendschap op met June, die haar meeneemt als chaperonne op haar date met de jonge architect Philip Bossiney. Nog voordat Soames en Irene hun tweede trouwdag kunnen vieren, is ze verliefd op de charismatische Philip geworden. Soames merkt dat zijn huwelijk niet succesvol verloopt en doet er alles aan het te herstellen. Hij huurt Philip in om een groot landhuis te bouwen, maar hij veroorzaakt veel vertragingen, wat Soames irriteert.
Hoewel Irene duidelijk maakt dat ze haar man nooit zal verlaten, merkt June dat Philip verliefd is op een ander. Ze vertelt Irene in vertrouwen dat ze een einde aan haar leven zal maken als ze erachter komt dat Philip niet trouw aan haar is. Irene maakt zich zorgen en waarschuwt Philip voor de gevaren. Dit blijkt tevergeefs. June vindt een liefdesbrief van haar vriend, die hij gestuurd heeft naar Irene. Ze stort volledig in en neemt wraak door Soames te vertellen dat zijn vrouw een affaire heeft. Hij confronteert zijn vrouw, die toegeeft dat ze van een ander houdt. Soames zweert zijn concurrent aan te klagen, waarna Philip de stad uit vlucht en niet veel later wordt aangereden. Na zijn overlijden vertrekt Irene met Jolyon naar Parijs, waar ze met elkaar trouwen.

## Rolbezetting
| Acteur              | Personage            |
| ------------------- | -------------------- |
| Errol Flynn         | Soames Forsyte       |
| Greer Garson        | Irene Forsyte        |
| Walter Pidgeon      | Young Jolyon Forsyte |
| Robert Young        | Philip Bosinney      |
| Janet Leigh         | June Forsyte         |
| Harry Davenport     | Old Jolyon Forsyte   |
| Aubrey Mather       | James Forsyte        |
| Gerald Oliver Smith | Wilson               |
| Lumsden Hare        | Roger Forsyte        |
| Stanley Logan       | Swithin Forsyte      |
| Halliwell Hobbes    | Nicholas Forsyte     |
| Matt Moore          | Timothy Forsyte      |
| Florence Auer       | Ann Forsyte Heyman   |
| Phyllis Morris      | Julia Forsyte Small  |
| Marjorie Eaton      | Hester Forsyte       |

## Achtergrond

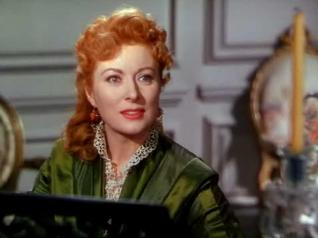
Greer Garson als Irene Forsyte

In 1934 had de filmstudio RKO Radio Pictures plannen om de rechten van het boek The Forsyte Saga te kopen, maar besloot dit uiteindelijk niet te doen. In augustus 1937 kocht Metro-Goldwyn-Mayer de rechten voor een totaalbedrag van $32.188. De werktitel was voor een lange tijd The Forsyte Saga, maar het bleek dat veel Amerikanen niet wisten wat het woord 'saga' inhield, waarna de makers besloten de titel te veranderen.
In 1947 werd Errol Flynn uitgeleend van Warner Bros. Pictures. MGM maakte deze deal met die studio in ruil voor het vrijlaten van William Powell van zijn contract. Flynn stond bekend als de avontuurlijke charmeur en verwachtte dat hij de rol van de romantische Philip Bosinney moest spelen. Hij was dan ook verbaasd dat hij een karakter moest spelen met veel problemen, die allesbehalve avontuurlijk of romantisch is. Zijn tegenspeelster Greer Garson stond bekend als een 'vriendelijke dame', terwijl hij een imago had opgebouwd van een bad boy. Journalisten gingen er dan ook van uit dat ze niet met elkaar konden opschieten. Volgens de hoofdrolspelers was het tegendeel het bewijs. Wel haalden ze regelmatig grappen met elkaar uit. Een bekend verhaal is dat Flynn zich had verstopt in haar kleedkamer en toen hij haar liet schrikken, zij flauwviel.
That Forsyte Woman was een van de prestigieuze films met een groot budget die werden gemaakt ter gelegenheid van MGM's 25-jarig jubileum. De voorbereidingen gingen van start op 1 maart 1948 en veroorzaakte conflicten voor cameraman Joseph Ruttenberg, die nog geen ervaring had met Technicolor. De opnames begonnen pas in januari 1949 en werden voltooid in maart dat jaar. De première volgde op 17 november in Londen. De verwachtingen lagen hoog, maar werden niet waargemaakt. De Times had kritiek op de verschillende accenten die door de spelers werden gebruikt en schreven dat Garson lak heeft aan charme. Het bracht weliswaar $3.697.000 op, maar door het hoge budget betekende dit een verlies van $574.000. Garsons voorgaande films na 1945 werden bijna allemaal een flop en het publiek had anno 1949 haar interesse in de actrice verloren. Om die reden wordt het door menigeen alsnog beschouwd als een succes.
De film werd genomineerd voor een Oscar in de categorie 'Beste Kostuumontwerp', maar verloor deze van de film Samson and Delilah (1949). Op 5 november 1951 speelden Garson en Pidgeon hun rollen opnieuw voor het Lux Radio Theatre.